# Театр «Парамаунт» (Сіетл)
Театр «Парамаунт» — це мистецький заклад на 2807 місць, розташований на перетині 9-ї авеню та Пайн-стріт у центрі міста Сіетл, штат Вашингтон, США. Театр було урочисто відкрито 1 березня 1928 року під назвою «Театр Сіетла» на 3000 місць. Його було внесено до Національного реєстру історичних місць 9 жовтня 1974 року, а також визнано пам'яткою міста Сіетл.
«Парамаунт» належить до Seattle Theatre Group, некомерційною організацією у сфері виконавських мистецтв 501(c)(3), яка також керує театром «Moore Theatre» на 1768 місць у Беллтауні та театром «Neptune Theatre» в Університетському районі. Спочатку його було збудовано спеціально для показу фільмів, а потім й для постановки водевілів. З 2009 ріку Paramount використовується як майданчик для різних виконавських видів мистецтва, пропонуючи своїм відвідувачам бродвейські мюзикли, концерти, танці, комедії, сімейні заходи, німе кіно та джаз. Це один із найпопулярніших театрів у регіоні.

## Історія
Протягом 1920-х років, особливо до винаходу перших звукових фільмів, або «фільмів з озвучкою», у 1927 році, водевіль та німе кіно були домінуючою формою національних та місцевих розваг. Тільки в Сіетлі було понад 50 кінотеатрів, найкращі з яких були розташонавні на 2-й авеню. Щоб досягти якомога ширшого розповсюдження своїх фільмів, голлівудська компанія Paramount Pictures збудувала вишукані кінотеатри практично в усіх великих містах країни, багато з яких було зведено між 1926 і 1928 роками. Наприкінці 1926 або на початку 1927 року компанія Paramount Pictures вирішила будувати кінотеатр у Сіетлі.
Під керівництвом свого президента, кіномагната Адольфа Цукора, компанія Paramount Pictures інвестувала у будівництво майже 3 мільйони доларів. Для проектування будівлі театру було найнято архітектурну фірму Rapp & Rapp з Чикаго. Мешканець Сіетла Б. Маркус Притека, відомий архітектор кінопалаців 1920-х років, спроектував сусідні з будівлею квартири та офісні приміщення.

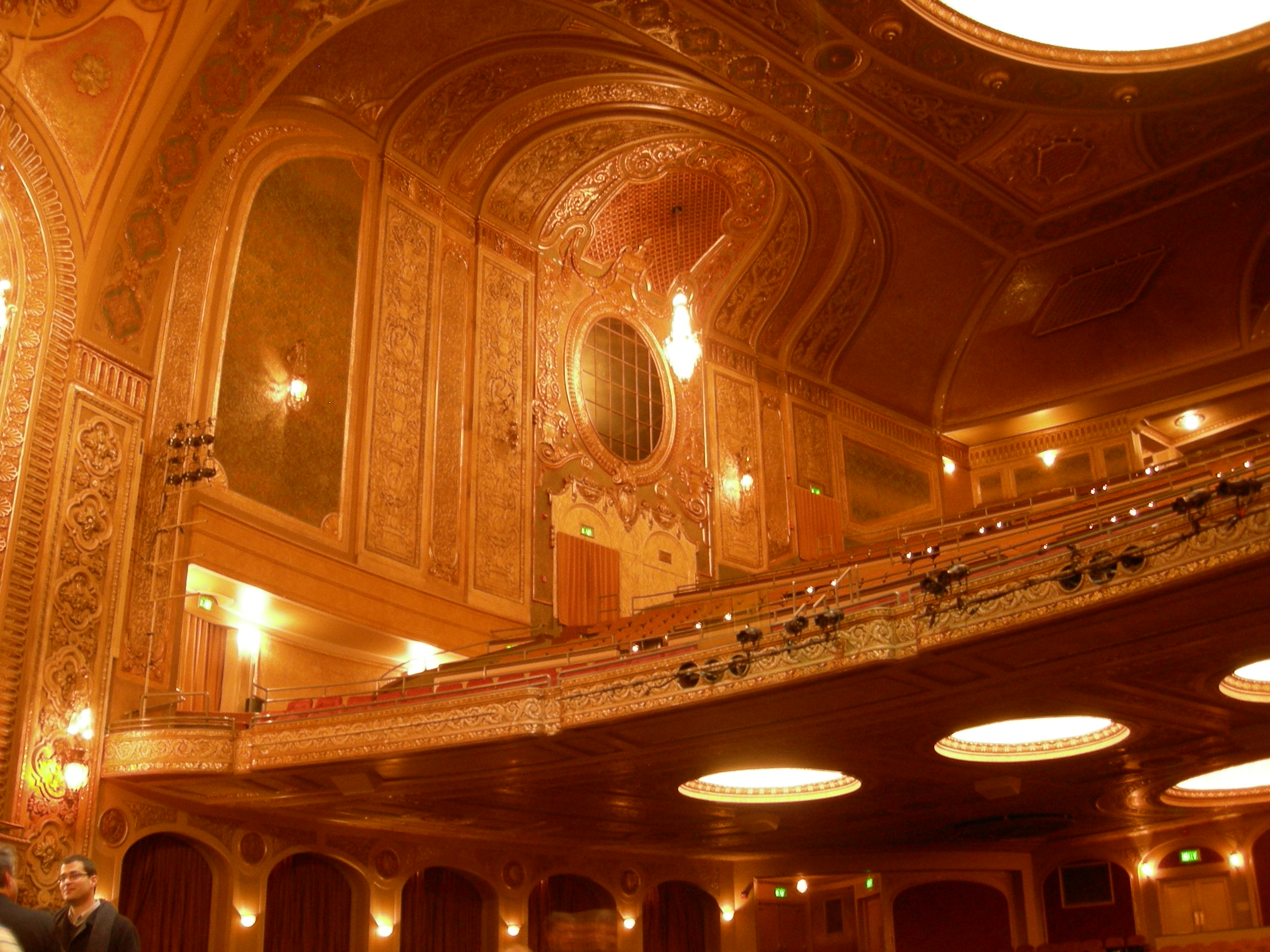
Інтер'єр та бнльєтаж театру «Парамаунт»

Театр «Парамаунт» — перший у Сполучених Штатах заклад, де є система трансформованої підлоги, що дозволяє перетворити театр на бальну залу. Таким чином, максимальна місткість концертного залу становить до 3000 шанувальників при тому, що основний поверх слугує зоною без резервування для стоячих місць, а крісла на балконі залишаються вільними, незалежно від того, чи це театр на 2807 місць чи це загальний захід за окремими ярусами.
У театрі «Парамаунт» є оригінальна інсталяція трубного органу театру Вурлітцер. Цей орган має 4 мануали та 21 регістр, виконаний у стилі Publix 1 і є одним із трьох збережених оригінальних органів цього стилю. Джим Ріггз був штатним органістом театру Paramount, супроводжуючи серію концертів «Німий кінопонеділок» від Trader Joe. Наразі орган обслуговує група волонтерів з Товариства органістів театру П'юджет-Саунд.
У 1930 році мистецький заклад було перейменовано на Paramount. У 1971 році його перейменували на Paramount Northwest. У 1993 році його придбала Іда Коул, колишня віце-президентка Microsoft, і в травні 1994 року закрила театр на ремонт, а 17 березня 1995 року його знову відкрили під назвою «Парамаунт».
2 грудня 1972 року гурт Black Oak Arkansas записав тут концерт, який став основою для чотирьох із семи пісень їхнього альбому «Raunch 'N' Roll Live» 1973 року.
З 2009 року Paramount має нову вивіску на фасаді. Вивіска Paramount 1940-х років спочатку використовувала 1970 ламп розжарювання, які згодом замінили люмінесцентними лампами потужністю в 11 Вт. Нова вивіска є реплікою оригінального культової вивіски, але використовує світлодіодні лампи. Театр «Парамаунт» також використовувався для проведення телевізійних прослуховувань для шостого сезону «Америка має талант».